# Eueides lybia
Espèce
Eueides lybia est un lépidoptère appartenant à la famille des Nymphalidae, à la sous-famille des Heliconiinae et au genre Eueides.

## Historique et dénomination
Eueides lybia a été décrit par l’entomologiste danois Johan Christian Fabricius en 1775 sous le nom initial de Papilio lybia  protonyme.

### Noms vernaculaires
Eueides lybia se nomme Sharp-edged Longwing en anglais.

### Taxinomie
Liste des sous-espèces.
- Eueides lybia lybia au Surinam et en Guyane.
- Eueides lybia lybioides (Staudinger, 1876) ; au Costa Rica et à Panama.

Synonymie pour cette sous-espèce
Eueides lybioides (Staudinger, 1876)
- Eueides lybia olympia (Fabricius, 1793) ; au Nicaragua et en Colombie.

Synonymie pour cette sous-espèce
Papilio olympia (Fabricius, 1793)
Eueides leucomma (Bates, 1866)
Eueides olympia (Godman & Salvin, 1881)
- Eueides lybia orinocensis Brown et Fernández, 1985 ; au Venezuela.
- Eueides lybia otelloi Brown et Fernández, 1985 ; au Venezuela.
- Eueides lybia salcedoi Brown et Fernández, 1985 ; au Venezuela

## Description
C'est un grand papillon au dessus orange bordé de marron orné aux ailes antérieures d'une bande marron séparant l'apex orange bordé de marron et une bande marron. Les ailes postérieures sont uniquement bordées de marron.
Le revers est semblable en plus clair.

### Chenille
Elle est marron avec des rayures jaunes, des bandes blanches, des scolis noirs et une tête orange.

## Biologie

### Plantes hôtes
Ses plantes hôtes sont des Passifloraceae dont Passiflora vitifolia.

## Écologie et distribution
Il réside au Nicaragua, au Costa Rica, à Panama, au Nicaragua, en Colombie, au Venezuela, au Surinam et en Guyane.